# William Blanchard Jerrold
William Blanchard Jerrold, né le 23 décembre 1826 à Londres et mort le 10 mars 1884 dans sa ville natale, est un écrivain britannique.

## Biographie
Fils de l'écrivain britannique Douglas William Jerrold, William Blanchard Jerrold commença ses études à Brompton puis les poursuivit en France. De retour à Londres, il entra à l'école artistique de Saint Martin's Lane. Il illustra certains articles de son père dans l'Illuminated Magazine, mais abandonna bientôt le dessin pour la littérature.
Après avoir débuté au Weekly Newspaper de son père, où il publia une série d'articles sur l'émigration, il fut l'un des premiers collaborateurs du Daily News, journal fondé en 1846. En 1847, il prépublia en feuilleton un roman ayant pour titre The Disgrace to the Family. A Story of Social Distinctions et, l'année suivante, dans The Illustrated London News, une nouvelle intitulée The Progress of a Bill. Il collaborait également au Morning Post, au Lloyd's Weekly Newspaper, aux Household Words et à l'Athenæum.
En 1851, il voyagea en Suède en tant que commissaire de la Société du Crystal Palace. En 1855, il rédigea un compte rendu de l'Exposition universelle de Paris pour le Daily News. Dès cette date et jusqu’à sa mort, il résidait la moitié de l’année à Paris.
Après la mort de son père (1857), il prit la direction du Lloyd's Weekly, auquel il donna une couleur libérale très marquée.
Dans les années 1850, il écrivit aussi des pièces de théâtre telles que As Cool as a Cucumber (Froid comme un concombre, 1851), The Chatterbox (1856), Beau Brummel (1858) et The King of Calais (1859).
Après une série d'articles sur la pauvreté à Londres, publiés en 1862 dans le Morning Post, Jerrold fut envoyé à Paris par ce journal, avec mission d'étudier les institutions françaises créées pour les pauvres. Il publia à son retour The Children of Lutetia (Les Enfants de Lutèce, 1864). Dans un but similaire, il fit également un voyage d'études aux Pays-Bas en 1869.
En 1867, il fut nommé rapporteur de deux sections à l'Exposition universelle de Paris.
En 1867-1868, il choisit le pseudonyme de « Fin-Bec » pour signer The Epicure's Year-Book. Il écrivit également The Cupboard Papers (Les Mémoires du buffet) dans le journal populaire All the Year Round (1873) ainsi que de nombreux autres articles consacrés à la gastronomie dans diverses revues telles que le Gentleman's Magazine et l'Athenœum.
En 1872, Jerrold écrivit London, a Pilgrimage, qui reste surtout connu pour ses illustrations, réalisées par Gustave Doré, qui confèrent une veine fantastique à cette description des inégalités sociales de la métropole victorienne.
Après la mort de Napoléon III, il rédigea une biographie de ce dernier en quatre volumes (1874-1882), notamment en utilisant des documents fournis par l'ex-impératrice Eugénie.